# Сун Цинлин (хоккеистка на траве)
Сун Цинли́н (кит. упр. 宋清龄, пиньинь Sòng Qīnglíng, 22 июля 1986, Далянь, Китай) — китайская хоккеистка (хоккей на траве), полевой игрок. Серебряный призёр летних Олимпийских игр 2008 года.

## Биография
Сун Цинлин родилась 22 июля 1986 года в китайском городе Далянь.
Играла в хоккей на траве за «Ляонин» из Даляня.
В 2008 году Азиатская федерация хоккея на траве признала её лучшим молодым игроком континента.
В 2008 году вошла в состав женской сборной Китая по хоккею на траве на летних Олимпийских играх в Пекине и завоевала серебряную медаль. Играла в поле, провела 7 матчей, забила 1 мяч в ворота сборной ЮАР.
В 2012 году вошла в состав женской сборной Китая по хоккею на траве на летних Олимпийских играх в Лондоне, занявшей 6-е место. Играла в поле, провела 6 матчей, мячей не забивала.
В 2016 году вошла в состав женской сборной Китая по хоккею на траве на летних Олимпийских играх в Рио-де-Жанейро, занявшей 9-е место. Играла в поле, провела 5 матчей, мячей не забивала.
В 2010 году завоевала золотую медаль летних Азиатских игр в Гуанчжоу. В 2014 году стала серебряным призёром летних Азиатских игр в Инчхоне.
В августе 2017 года завершила игровую карьеру, после того как выиграла с «Ляонином» серебро хоккейного турнира Национальных игр.